# Robert Schwankner
Robert Josef Schwankner (* 16. September 1958 in Traunstein) ist ein deutscher Chemiker. Er ist seit 1989 Professor für Umweltchemie und Radioökologie an der Hochschule für angewandte Wissenschaften München.

## Biographie
Schwankner war Bundessieger beim Wettbewerb Jugend forscht im Fachgebiet Biologie, Pflanzenphysiologie, (Tracerstudien) im Jahr 1975. Er studierte von 1977 bis 1983 Chemie und Geschichte der Naturwissenschaften an der LMU und der TU München, als Stipendiat der Studienstiftung des Deutschen Volkes, der WASAG-Stiftung und des Fonds der Chemischen Industrie. 
Schwankner absolvierte sein Diplom 1983 über Radioökologie und Neutronenaktivierungsanalyse (NAA) von Plutonium-Spezies bei Ernst-Ludwig Winnacker und Fritz Weigel (Erstpräparateur von elementarem Promethium, Z = 61) am Forschungsreaktor der TU München. Von 1983 bis 1986 war er wissenschaftlicher Assistent im Institut für Physikalische Chemie der LMU München und promovierte 1986 bei dem späteren Chemie-Nobelpreisträger Gerhard Ertl in „Oberflächen- und Katalysechemie“. Dabei beschäftigte er sich mit den synergistischen, strukturbildenden Phänomenen der CO-Oxidation am Platin-Kontakt.
Schwankner war als Konservator Leiter des Kerschensteiner-Kollegs des Deutschen Museums München und bis zu seiner Wegberufung Leiter der Abteilungen Chemie als Nachfolger von Otto Krätz und der Abteilung Kernphysik ebendort.
Im Anschluss wurde er Referent für Strahlenschutz und Radioökologie im Bayerischen Staatsministerium für Landesentwicklung und Umweltfragen in München.
Schwerpunkte seiner Forschung sind Nukleare Messtechnik und Radioökologie sowie die Didaktik und die Geschichte der Naturwissenschaften. Er ist seit 1976 Mitglied der Bundes- und Landesjury des Wettbewerbs Jugend forscht in den Fachgebieten Chemie und Biologie. Schwankner ist Autor zahlreicher wissenschaftlicher Arbeiten sowie einer Reihe von Monographien und Lehrfilmsequenzen. 
Schwankner ist ständiger Mitarbeiter des KIT Karlsruhe, Fortbildungszentrums für Technik und Umwelt (FTU) und der Landesakademie für Fortbildung und Personalentwicklung an Schulen rAöR, Comburg/Schwäbisch Hall. 
Robert Schwankner hat zwei Söhne.

## Arbeitsgebiete
- Restlichtphänomene (Radio- und Tribolumineszenz)
- Radioanalytik von Z = 94 Plutonium, Z = 86/88 Radon/Radium und NORM-Materialien
- Schwach elektrische Fische als Bioindikatoren
- Public Understanding of Science: Aktivierung und Professionalisierung der naturwissenschafts-didaktischen Kommunikation zwischen Hochschule, Schule, Industrie und Gesellschaft
- Curriculare Innovationsforschung: Erschließung neuer Gebiete aus Forschung, Wissenschaft und Technik für die Lehre insb. im Bereich der Angewandten Kernphysik, -chemie
- Entwicklung von Materialien für den seminaristischen Unterricht: Lehr- und Praktikumsbücher, Unterrichtsmaterialien, Ausbildungsexperimente
- Bundesweit Leitung und Etablierung von sowie Mitwirkung an Fachkundekursen im Strahlenschutz für die Berufsgruppen Ingenieure, Ärzte, Naturwissenschaftler und Lehrer (seit 1977 mit über 150 Kursen an 6 Kursstätten)
- Transfer von Forschungsergebnissen auf Fachtagungen sowie für überregionale Lehrerfortbildung (ca. 12 pro Jahr)
- Kurse für Lehrerfortbildung im In- und Ausland (ca. 3 pro Jahr)

## Auszeichnungen
- 1975: Bundessieger Jugend forscht, Fachgebiet Biologie, Pflanzenphysiologie[2]
- 1979: Arthur-Friedrich-Gedächtnispreis für Chemiedidaktik
- 1994: Preis für Experimentalvorträge des Vereins zur Förderung des Mathematisch-Naturwissenschaftlichen Unterrichts MNU (Bremerhaven)

## Publikationen
Robert Schwankner ist Autor von über 100 wissenschaftlichen Publikationen in internationalen Zeitschriften sowie rund ein Dutzend Lehrbüchern für Hochschule und Studium (siehe Weblinks). Hauptarbeitsgebiete seiner Forschungen sind die Angewandte Kernphysik und Kernchemie sowie Geschichte und Didaktik der Naturwissenschaften
Bücher (Auswahl):
- Laseranwendungen in der Experimentalchemie: Ein Praktikum. Geleitwort von Heinrich Nöth. Carl Hanser Verlag, München/Wien 1978, ISBN 3-446-12576-0.
- Radiochemie-Praktikum: Einführung in das kern- und radiochemische Grundpraktikum (= Uni-Taschenbücher. Bd. 1068). Geleitwort von Fritz Strassmann. Schöningh, Paderborn/München/Wien/Zürich 1980, ISBN 3-506-99316-X.
- Radiochemie im Experiment (= GSF-Bericht, K. Bd. 86). Gesellschaft für Strahlen- und Umweltforschung, Neuherberg 1980.
- mit Markus Eiswirth: Themen zur Festkörperchemie. 2 Bände. Aulis, Köln 1984/1989, ISBN 3-7614-0709-2, ISBN 3-7614-1009-3.
- mit Markus Eiswirth: Laser-Projektionschemie. Aulis, Köln 1985, ISBN 3-7614-0852-8.
- Existenzbereich und Modulation einer oszillierenden Reaktion: CO-Oxidation am Pt(100)-Kontakt [Pt-Kontakt]. 1986 (Dissertation, Universität München, 1986).
- mit Franz Bukatsch, Otto Paul Krätz, Günther Probeck: So interessant ist Chemie. Aulis, Köln 1987; 2., überarbeitete Auflage 1997, ISBN 3-7614-1477-3.